# Udvar (építészet)
Ez a szócikk a helyiségről szól. A lehetséges többi jelentéshez lásd: Udvar (egyértelműsítő lap)

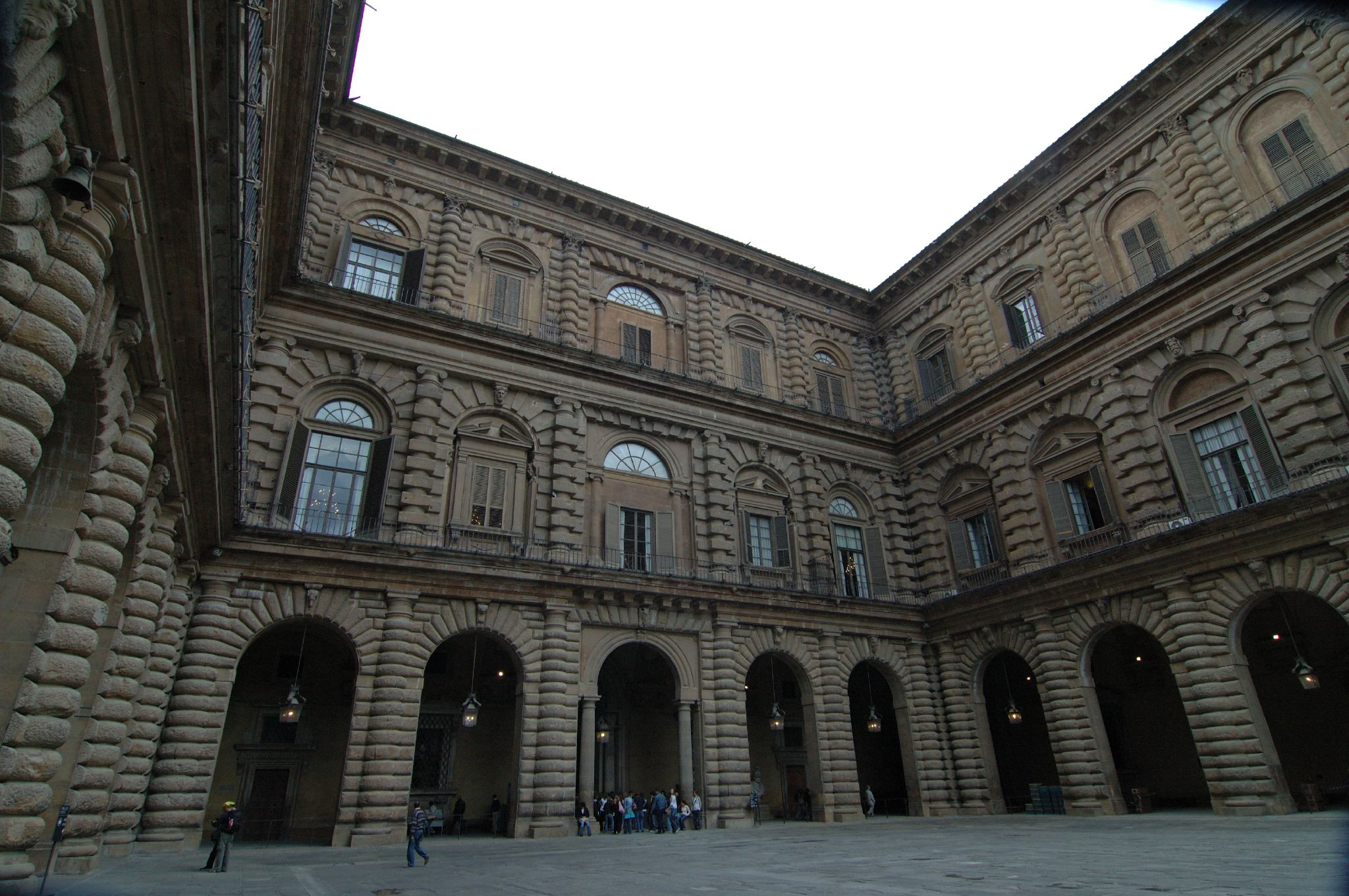
A firenzei Pitti-palota udvara

Az udvar épületszárnyaktól körülfogott kisebb tér, mely az ide szolgáló lakosztályokat világítja és az azokhoz való jutást közvetíti. A magyar egy és ugyanazon néven hivja a különféle célokat szolgáló udvarokat is; alig egy-két esetben tesz kivételt, mint pl. a baromfiudvarnál és a gazdasági udvarnál. Az ún. világítóudvar vagy légudvar egész kicsiny udvar, mely mellékhelyiségek (éléskamrák, árnyékszékek, fürdőszobák stb.) világítására és szellőztetésére szolgál.